# Dendrocerus hadrophthalmus
Dendrocerus hadrophthalmus är en stekelart som beskrevs av Paul Dessart 1994. Dendrocerus hadrophthalmus ingår i släktet Dendrocerus och familjen trefåresteklar. Inga underarter finns listade i Catalogue of Life.